# サンティアゴ・ラモン・イ・カハール
サンティアゴ・ラモン・イ・カハル（Santiago Ramón y Cajal, 1852年5月1日 - 1934年10月17日）は、スペイン・ナバーラ県出身の神経解剖学者（サンティアゴ・ラモニ・カハールとも）。1906年にゴルジと共にノーベル生理学・医学賞を受賞した。今日の神経科学・神経解剖学の基礎を築き上げた巨人として位置づけられている。姓のラモン・イ・カハールは、父方の姓「ラモン」と母方の姓「カハール」をandを意味する「イ」でつなげて呼ぶスペインの慣習によるものであるが、一般には母方の姓の「カハール」のみで呼ばれることが多い。

## ニューロン説
中枢神経系の構造に関して、カハールはゴルジ染色法を中心とする方法論を用いた神経組織標本の観察結果に基づき、ゲルラッハや、ゴルジ染色法の開発者ゴルジらによる網状説に反対して、ニューロン説を提唱し、激しい論争を引き起こした。神経繊維は末端でたがいに途切れること無く連続して網を形成しているとする網状説は今日では完全に否定されている。しかし、18世紀半ばごろまでに確立していた細胞説の例外として、神経系では細胞が融合して多核となっていると考えられていた時期があった。これに対してニューロン説の立場では、神経系はニューロンという非連続の単位から構成され、個々のニューロンは細胞体、樹状突起、軸索という極性のある構造を有し、シナプスと呼ばれる接合部によって互いに連絡すると考える。1906年のノーベル生理学・医学賞は、網状説のゴルジとニューロン説のカハールの二人が受賞し、まったく正反対の立場で受賞記念講演を行っている。後の時代の電子顕微鏡を用いた実験研究によって、個々のニューロンの細胞膜は互いに独立していることが確かめられ、ニューロン説が実証されるに至り、神経科学における基本的な概念となった。

## 略歴
- 1852年　スペイン北部のナバーラ県ペティージャ・デ・アラゴン（スペイン語版）で、外科医の長男として生まれた。
- 少年時代にはいたずら好きの悪童で、絵を好んだ。この絵画への傾倒が後に形態学者・解剖学者として役立ったようである。
- 1866年　悪童ぶりに困り果てた父から床屋および靴屋への徒弟奉公を命じられる。（14歳）
- 1868年　サラゴサ大学医学部に進学。
- 1873年　医学部を卒業後、軍隊に招集され二等軍医となる。
- 1874年　一等軍医として当時まだスペイン領であったキューバ内乱の前線に赴き、密林でマラリアに罹患。（22歳）
- 1875年　帰国し、サラゴサ大学医学部の解剖学臨時助手。
- 1877年　医学博士の学位を取得。
- 1880年　結婚。
- 1883年　バレンシア大学解剖学教授。
- 1887年　はじめてゴルジ染色法の標本に触れ衝撃を受ける。バルセロナ大学正常・病理組織学教授となる。（35歳）
- 1892年　マドリード・コンプルテンセ大学正常組織学・病理解剖学教授。（40歳）
- 1894年　王立協会からクルーニアン・メダルを受賞。
- 1904年　ヘルムホルツ・メダルを受賞。
- 1895年-1896年　蓄音機の改良に取り組む。
- 1906年　神経系の構造研究に関して、ゴルジと共にノーベル生理学・医学賞を受賞。（54歳）
- 1917年　自叙伝『我が生涯の思い出』刊行。
- 1934年　82歳で死去。

## カハールによるスケッチ

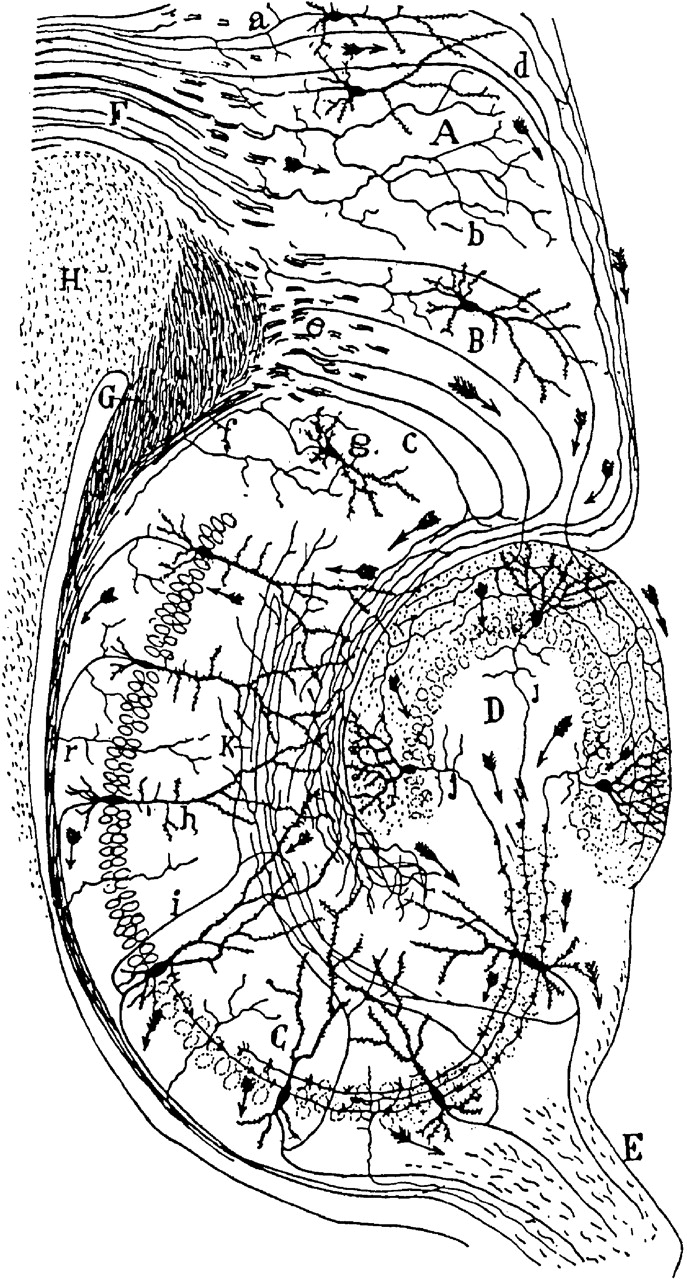
げっ歯類海馬神経回路のスケッチ。 『哺乳類および脊椎動物の神経系組織学、第1巻および第2巻』（A. Maloine、パリ、1911年）より。
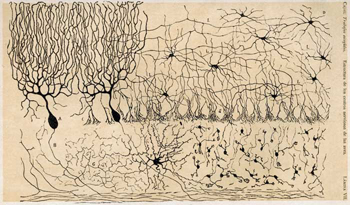
ニワトリ小脳の細胞のスケッチ。  "Estructura de los centros nerviosos de las aves", Madrid, 1905.より。
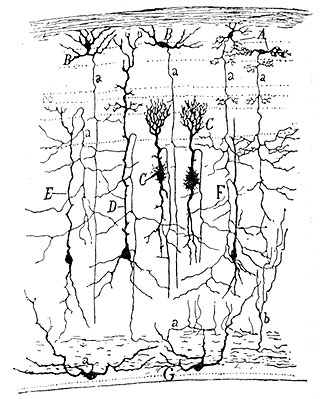
すずめの視蓋の組織切片のスケッチ。 "Estructura de los centros nerviosos de las aves", Madrid, 1905.より。
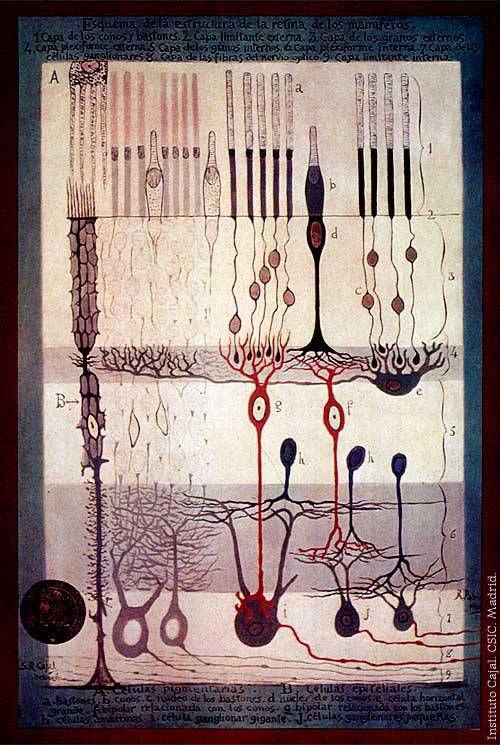
『哺乳類網膜の構造』（マドリード、1900年）より。
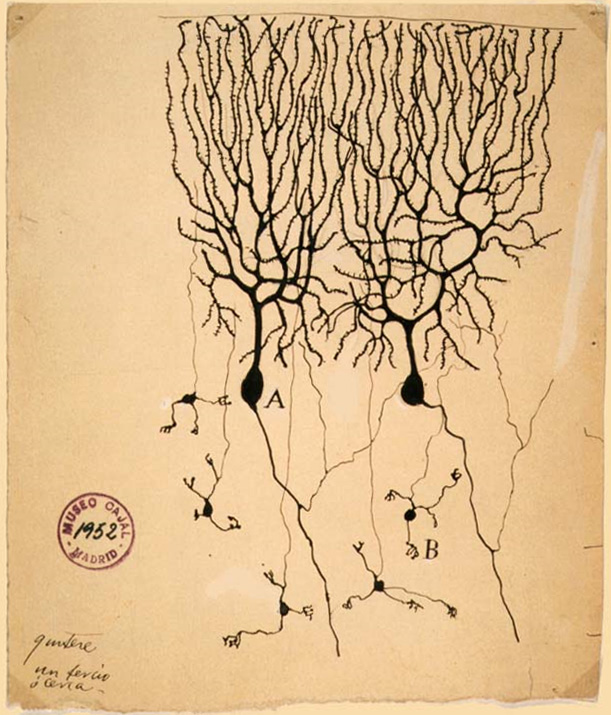
ハト小脳におけるプルキンエ細胞（A）および顆粒細胞（B）のスケッチ。（1899年マドリードのカハール研究所）

## 文献
- 萬年甫『脳の探究者ラモニ・カハール スペインの輝ける星』中公新書、1991年6月、ISBN 4121010272
- サンティアゴ・ラモン・イ カハル 『脳科学者 ラモン・イ・カハル自伝—悪童から探求者へ』里文出版 2009年 ISBN 978-4898063170